# Paul Bannon
Paul Bannon (Dublin, 15 november 1956 – 15 februari 2016) was een Iers voetballer.

## Carrière
Bannon speelde in de jeugdreeksen bij het Engelse Nottingham Forest FC. In het seizoen 1975-1976 behoorde hij tot de A-kern, maar speelde geen wedstrijden. Hierna ging hij voor twee seizoenen naar het Welshe Bridgend Town A.F.C. Op een echte doorbraak was het wachten tot zijn periode bij Carlisle United FC in de Football League Two, waar hij speelde tussen 1978 en 1983. Hier scoorde hij 45 keer in 140 wedstrijden. In 1983 speelde hij ook nog even bij Darlington FC op huurbasis. Later dat jaar verhuisde hij naar Bristol Rovers FC, ook hier werd hij tweemaal uitgeleend: aan Cardiff City FC en Plymouth Argyle FC. 
In 1986 trok hij naar de Eredivisie met NAC Breda. Bannon kon zes maal scoren in negen wedstrijden. Een jaar later trok hij naar PAOK Saloniki. Met negen doelpunten uit 20 wedstrijden werd hij medetopschutter bij de club. In 1988 verhuisde hij naar de Griekse landskampioen AE Larissa 1964. Bannon scoorde drie doelpunten in elf wedstrijden. Na het seizoen trok hij terug naar Ierland, waar hij nog speelde bij Cork City FC en Cobh Ramblers FC, alvorens hij zijn carrière afsloot in 1995.
Na zijn carrière begeleidde hij Ierse jeugdspelers. 
Hij overleed in 2016 op 59-jarige leeftijd.